# Olivia Eaton
Olivia Eaton (* 14. Februar 1998) ist eine neuseeländische Sprinterin.

## Karriere
Erste internationale Erfahrungen sammelte Olivia Eaton 2016 bei den U20-Weltmeisterschaften in Bydgoszcz, bei denen sie im 200-Meter-Lauf mit 24,13 s in der ersten Runde ausschied, während sie mit der neuseeländischen 4-mal-100-Meter-Staffel im Vorlauf disqualifiziert wurde. 2019 belegte sie bei den Ozeanienmeisterschaften in Townsville in 24,55 s den sechsten Platz über 200 Meter und gewann mit der Staffel in 45,19 s die Silbermedaille hinter Australien. Anschließend schied sie bei der Sommer-Universiade in Neapel mit 24,50 s im Vorlauf aus und gewann mit neuem Landesrekord von 44,24 s die Bronzemedaille mit der Staffel hinter der Schweiz und Australien.

## Persönliche Bestzeiten
- 100 Meter: 11,74 s (+0,7 m/s), 9. Februar 2019 in Canberra
- 200 Meter: 23,39 s (−1,7 m/s), 18. Februar 2018 in Gold Coast